# Minnesota Vikings 2017
La stagione 2017 dei Minnesota Vikings è stata la 57ª della franchigia nella National Football League, la 2ª giocata allo U.S. Bank Stadium che nella medesima stagione fu in concomitanza anche sede del Super Bowl LII e la 4ª con Mike Zimmer come capo allenatore.

## Offseason 2017
| Draft NFL 2017   |                  |                  |                                                                                             |                                                                                             |                                                                                             |                                                                                             |                                                                                             |
| Ordine del Draft | Ordine del Draft | Ordine del Draft | Giocatore                                                                                   | Ruolo                                                                                       | College                                                                                     | Contratto                                                                                   | Note                                                                                        |
| Giro             | Scelta           | Generale         | Giocatore                                                                                   | Ruolo                                                                                       | College                                                                                     | Contratto                                                                                   | Note                                                                                        |
| 1                | 14               | 14               | Scambiata con i Philadelphia Eagles[a]                                                      | Scambiata con i Philadelphia Eagles[a]                                                      | Scambiata con i Philadelphia Eagles[a]                                                      | Scambiata con i Philadelphia Eagles[a]                                                      |                                                                                             |
| 2                | 9                | 41               | Dalvin Cook                                                                                 | RB                                                                                          | Florida State                                                                               | 4 anni a 6,35 milioni $                                                                     | dai Bengals [b]                                                                             |
| 2                | 16               | 48               | Scambiata con i Cincinnati Bengals[b]                                                       | Scambiata con i Cincinnati Bengals[b]                                                       | Scambiata con i Cincinnati Bengals[b]                                                       | Scambiata con i Cincinnati Bengals[b]                                                       |                                                                                             |
| 3                | 6                | 70               | Pat Elflein                                                                                 | C                                                                                           | Ohio State                                                                                  | 4 anni a 3,34 milioni $                                                                     | dai Jets [c]                                                                                |
| 3                | 15               | 79               | Scambiata con i New York Jets [c]                                                           | Scambiata con i New York Jets [c]                                                           | Scambiata con i New York Jets [c]                                                           | Scambiata con i New York Jets [c]                                                           |                                                                                             |
| 3                | 22               | 86               | Scambiata con i Kansas City Chiefs [d]                                                      | Scambiata con i Kansas City Chiefs [d]                                                      | Scambiata con i Kansas City Chiefs [d]                                                      | Scambiata con i Kansas City Chiefs [d]                                                      | dai Dolphins[e]                                                                             |
| 3                | 40               | 104              | Scambiata con i San Francisco 49ers [f]                                                     | Scambiata con i San Francisco 49ers [f]                                                     | Scambiata con i San Francisco 49ers [f]                                                     | Scambiata con i San Francisco 49ers [f]                                                     | dai Chiefs[d]                                                                               |
| 4                | 2                | 109              | Jaleel Johnson                                                                              | DT                                                                                          | Iowa                                                                                        | 4 anni a 3,07 milioni $                                                                     | dai 49ers [f]                                                                               |
| 4                | 13               | 120              | Ben Gedeon                                                                                  | MLB                                                                                         | Michigan                                                                                    | 4 anni a 3,03 milioni $                                                                     |                                                                                             |
| 4                | 21               | 128              | Scambiata con i Cincinnati Bengals[b]                                                       | Scambiata con i Cincinnati Bengals[b]                                                       | Scambiata con i Cincinnati Bengals[b]                                                       | Scambiata con i Cincinnati Bengals[b]                                                       | dai Dolphins[e]                                                                             |
| 4                | 25               | 132              | Scambiata con i Philadelphia Eagles[g]                                                      | Scambiata con i Philadelphia Eagles[g]                                                      | Scambiata con i Philadelphia Eagles[g]                                                      | Scambiata con i Philadelphia Eagles[g]                                                      | dai Chiefs[d]                                                                               |
| 4                | 32               | 139              | Scambiata con i Kansas City Chiefs[h]                                                       | Scambiata con i Kansas City Chiefs[h]                                                       | Scambiata con i Kansas City Chiefs[h]                                                       | Scambiata con i Kansas City Chiefs[h]                                                       | dagli Eagles[g]                                                                             |
| 5                | 15               | 160              | Scambiata con i New York Jets [c]                                                           | Scambiata con i New York Jets [c]                                                           | Scambiata con i New York Jets [c]                                                           | Scambiata con i New York Jets [c]                                                           |                                                                                             |
| 5                | 27               | 170              | Rodney Adams                                                                                | WR                                                                                          | USF                                                                                         | 4 anni a 2,64 milioni $                                                                     | dai Chiefs[h]                                                                               |
| 5                | 37               | 180              | Danny Isidora                                                                               | OG                                                                                          | Miami                                                                                       | 4 anni a 2,60 milioni $                                                                     | dai Chiefs[h]                                                                               |
| 6                | 15               | 199              | Scambiata con i Washington Redskins [i]                                                     | Scambiata con i Washington Redskins [i]                                                     | Scambiata con i Washington Redskins [i]                                                     | Scambiata con i Washington Redskins [i]                                                     |                                                                                             |
| 6                | 17               | 201              | Bucky Hodges                                                                                | TE                                                                                          | Virginia Tech                                                                               | 4 anni a 2,55 milioni $                                                                     | dai Redskins[h]                                                                             |
| 7                | 1                | 219              | Stacy Coley                                                                                 | WR                                                                                          | Miami                                                                                       | 4 anni a 2,49 milioni $                                                                     | dai 49ers [f]                                                                               |
| 7                | 2                | 220              | Ifeadi Odenigbo                                                                             | DE                                                                                          | Northwestern                                                                                | 4 anni a 2,49 milioni $                                                                     | dai Redskins[h]                                                                             |
| 7                | 12               | 230              | Scambiata con i Washington Redskins [i]                                                     | Scambiata con i Washington Redskins [i]                                                     | Scambiata con i Washington Redskins [i]                                                     | Scambiata con i Washington Redskins [i]                                                     | dagli Eagles[g]                                                                             |
| 7                | 14               | 232              | Elijah Lee                                                                                  | OLB                                                                                         | Kansas State                                                                                | 4 anni a 2,48 milioni $                                                                     |                                                                                             |
| 7                | 27               | 245              | Jack Tocho                                                                                  | CB                                                                                          | N.C. State                                                                                  | 4 anni a 2,47 milioni $                                                                     | dai Chiefs[d]                                                                               |
| Legenda          | Legenda          | Legenda          | Ha superato i tagli a roster Ha partecipato ad almeno un Pro Bowl in carriera Hall of Famer | Ha superato i tagli a roster Ha partecipato ad almeno un Pro Bowl in carriera Hall of Famer | Ha superato i tagli a roster Ha partecipato ad almeno un Pro Bowl in carriera Hall of Famer | Ha superato i tagli a roster Ha partecipato ad almeno un Pro Bowl in carriera Hall of Famer | Ha superato i tagli a roster Ha partecipato ad almeno un Pro Bowl in carriera Hall of Famer |

Note:
- [a] Gli Eagles scambiarono il QB Sam Bradford con i Vikings in cambio delle scelte al 1º giro (14ª assoluta) del Draft NFL 2017 ed al 4º giro del Draft NFL 2018 di questi ultimi[9].
- [b] I Bengals scambiarono la loro scelta nel 2º giro (41ª assoluta) del Draft NFL 2017 con i Vikings in cambio delle scelte nel 2º e 4º giro (rispettivamente 48ª e 128ª assoluta) di questi ultimi[10].
- [c] I Jets scambiarono la loro scelta nel 3º giro (70ª assoluta) del Draft NFL 2017 con i Vikings in cambio delle scelte nel 3º e 5º giro (rispettivamente 79ª e 160ª assoluta) di questi ultimi[10].
- [d] I Chiefs scambiarono le loro scelte nel 3º, 4º e 7º giro (rispettivamente 104ª, 132ª e 245ª assoluta) del Draft NFL 2017 con i Vikings in cambio della scelta nel 3º giro (86ª assoluta) di questi ultimi[10].
- [e] I Dolphins scambiarono la loro scelta nel 6º giro (186ª assoluta) del Draft NFL 2016 e le loro scelte nel 3º e 4º giro (rispettivamente 86ª assoluta e 128ª assoluta) del Draft NFL 2017 con i Vikings in cambio della scelta nel 3º giro (86ª assoluta) del Draft NFL 2016 di questi ultimi[11].
- [f] I 49ers scambiarono le loro scelte nel 4º e 7º giro (rispettivamente 109ª e 219ª assoluta) del Draft NFL 2017 con i Vikings in cambio della scelta nel 3º giro (104ª assoluta) di questi ultimi[10].
- [g] Gli Eagles scambiarono la loro scelta nel 4º e 7º giro (rispettivamente 139ª e 230ª assoluta) con i Vikings in cambio della scelta nel 4º giro (132ª assoluta) di questi ultimi[10].
- [h] I Chiefs scambiarono le loro scelte nel 5º giro (170ª e 180ª assoluta) del Draft NFL 2017 con i Vikings in cambio della scelta nel 4º giro (139ª assoluta) di questi ultimi[10].
- [i] I Redskins scambiarono le loro scelte nel 6º e 7º giro (rispettivamente 201ª e 220ª assoluta) del Draft NFL 2017 con i Vikings in cambio della scelta nel 6º e 7º giro (rispettivamente 199ª e 230ª assoluta) di questi ultimi[10].

| Giocatore           | Ruolo | College       | Contratto               | Giocatore         | Ruolo | College        | Contratto               |
| ------------------- | ----- | ------------- | ----------------------- | ----------------- | ----- | -------------- | ----------------------- |
| Tommy Armstrong jr. | FS    | Nebraska      | Svincolato              | Terrell Newby     | RB    | Nebraska       | Svincolato              |
| Tashawn Bower       | DE    | LSU           | 3 anni a 1,68 milioni $ | Josiah Price      | TE    | Michigan State | Svincolato              |
| Dylan Bradley       | DT    | Southern Miss | Svincolato              | Horace Richardson | CB    | SMU            | Svincolato              |
| Aviante Collins     | OT    | TCU           | 3 anni a 1,68 milioni $ | R.J. Shelton      | WR    | Michigan State | Svincolato              |
| Nick Fett           | OT    | Iowa State    | Svincolato              | Freddie Tagaloa   | OT    | Arizona        | Svincolato              |
| Caleb Kidder        | DE    | Montana       | Svincolato              | Shaan Washington  | LB    | Texas A&M      | 3 anni a 1,67 milioni $ |
| Wes Lunt            | QB    | Illinois      | Svincolato              | Eric Wilson       | LB    | Cincinnati     | 3 anni a 1,67 milioni $ |
| Sam McCaskill       | DE    | Boise State   | Svincolato              |                   |       |                |                         |

| Principali movimenti di mercato |                                 |                                 |                                 |                                 |                                 |                                 |                                 |                                 |                                 |
| Rinnovi/Arrivi                  | Rinnovi/Arrivi                  | Rinnovi/Arrivi                  | Rinnovi/Arrivi                  | Rinnovi/Arrivi                  | Rilasci/Partenze                | Rilasci/Partenze                | Rilasci/Partenze                | Rilasci/Partenze                | Rilasci/Partenze                |
| Data                            | Giocatore                       | Ruolo                           | Squadra di provenienza          | Contratto                       | Data                            | Giocatore                       | Ruolo                           | Nuova squadra                   | Contratto                       |
| 3 marzo 2017                    | Jeremiah Sirles                 | OT                              | Minnesota Vikings               | 1 anno a 690.000 $              | 10 febbraio 2017                | Brandon Fusco                   | OG                              | San Francisco 49ers             | 1 anno a 1,4 milioni $          |
| 9 marzo 2017                    | Riley Reiff                     | OT                              | Detroit Lions                   | 5 anni a 58,75 milioni $        | 10 febbraio 2017                | Michael Harris                  | OG                              |                                 |                                 |
| 10 marzo 2017                   | Mike Remmers                    | OT                              | Carolina Panthers               | 5 anni a 30 milioni $           | 6 marzo 2017                    | Chad Greenway                   | LB                              | Ritirato                        |                                 |
| 14 marzo 2017                   | Datone Jones                    | DE                              | Green Bay Packers               | 1 anno a 3,75 milioni $         | 9 marzo 2017                    | Rhett Ellison                   | TE                              | New York Giants                 | 4 anni a 18 milioni $           |
| 15 marzo 2017                   | Terence Newman                  | CB                              | Minnesota Vikings               | 1 anno a 3,25 milioni $         | 9 marzo 2017                    | Matt Kalil                      | OT                              | Carolina Panthers               | 5 anni a 55,5 milioni $         |
| 15 marzo 2017                   | Adam Thielen                    | WR                              | Minnesota Vikings               | 3 anni a 17 milioni $           | 9 marzo 2017                    | Jeff Locke                      | P                               | Indianapolis Colts              | 2 anni a 2,7 milioni $          |
| 15 marzo 2017                   | Latavius Murray                 | RB                              | Oakland Raiders                 | 3 anni a 15 milioni $           | 10 marzo 2017                   | Charles Johnson                 | WR                              | Carolina Panthers               | 1 anno a 2,2 milioni $          |
| 24 marzo 2017                   | Brian Robison                   | DE                              | Minnesota Vikings               | 2 anni a 7,5 milioni $          | 10 marzo 2017                   | Captain Munnerlyn               | CB                              | Carolina Panthers               | 4 anni a 21 milioni $           |
| 31 marzo 2017                   | Case Keenum                     | QB                              | Los Angeles Rams                | 1 anno a 2 milioni $            | 11 marzo 2017                   | Audie Cole                      | LB                              | Jacksonville Jaguars            | 2 anni a 2,6 milioni $          |
| 3 aprile 2017                   | Ryan Quigley                    | P                               | Arizona Cardinals               | 1 anno a 775.000 $              | 13 marzo 2017                   | Cordarrelle Patterson           | WR                              | Oakland Raiders                 | 2 anni a 5,25 milioni $         |
| 10 maggio 2017                  | Michael Floyd                   | WR                              | Arizona Cardinals               | 1 anno a 1,5 milioni $          | 14 marzo 2017                   | Andre Smith                     | OT                              | Cincinnati Bengals              | 1 anno a 4,5 milioni $          |
|                                 |                                 |                                 |                                 |                                 | 24 marzo 2017                   | Scott Crichton                  | DE                              |                                 |                                 |
| 25 aprile 2017                  | Adrian Peterson                 | RB                              | New Orleans Saints              | 2 anni a 7 milioni $            |                                 |                                 |                                 |                                 |                                 |
| 27 maggio 2017                  | Matt Asiata                     | FB                              | Detroit Lions                   | 1 anno a 775.000 $              |                                 |                                 |                                 |                                 |                                 |
| 2 settembre 2017                | Alex Boone                      | OG                              | Arizona Cardinals               | 1 anno a 1,4 milioni $          |                                 |                                 |                                 |                                 |                                 |
| Legenda                         | Free agent Rinnovato Svincolato | Free agent Rinnovato Svincolato | Free agent Rinnovato Svincolato | Free agent Rinnovato Svincolato | Free agent Rinnovato Svincolato | Free agent Rinnovato Svincolato | Free agent Rinnovato Svincolato | Free agent Rinnovato Svincolato | Free agent Rinnovato Svincolato |

## Partite

### Pre-stagione
Il 10 aprile i Vikings svelarono ufficialmente il calendario della pre-stagione. Essi, per il secondo anno consecutivo, aprirono la campagna prestagionale con due trasferte consecutive contro i Buffalo Bills e i Seattle Seahawks per poi disputare gli ultimi due incontri del mese di amichevoli tra le mura amiche dello U.S. Bank Stadium, contro i San Francisco 49ers ed i Miami Dolphins.
| Calendario |                                            |                                            |                                            |                                            |                                            |                                            |                                            |                                            |                                            |
| Settimana  | Data                                       | Ora (CDT)                                  | Avversario                                 | Risultato                                  | Stadio                                     | Spettatori                                 | Record                                     | TV                                         | Tabellino                                  |
| 1          | 10 agosto                                  | 6:00 p.m.                                  | Buffalo Bills                              | 17-10                                      | New Era Field                              | 60.459                                     | 1-0                                        | KSMP Fox 9                                 | Recap                                      |
| 2          | 18 agosto                                  | 9:00 p.m.                                  | Seattle Seahawks                           | 13-20                                      | CenturyLink Field                          | 68.550                                     | 1-1                                        | KSMP Fox 9                                 | Recap                                      |
| 3          | 27 agosto                                  | 7:00 p.m.                                  | San Francisco 49ers                        | 31-32                                      | U.S. Bank Stadium                          | 66.551                                     | 2-1                                        | NBC                                        | Recap                                      |
| 4          | 31 agosto                                  | 7:00 p.m.                                  | Miami Dolphins                             | 30-9                                       | U.S. Bank Stadium                          | 66.409                                     | 2-2                                        | KSMP Fox 9                                 | Recap                                      |
| Note       | Gli incontri in trasferta sono in corsivo. | Gli incontri in trasferta sono in corsivo. | Gli incontri in trasferta sono in corsivo. | Gli incontri in trasferta sono in corsivo. | Gli incontri in trasferta sono in corsivo. | Gli incontri in trasferta sono in corsivo. | Gli incontri in trasferta sono in corsivo. | Gli incontri in trasferta sono in corsivo. | Gli incontri in trasferta sono in corsivo. |

### Stagione regolare
Il 26 dicembre 2016 fu ufficializzato l'elenco degli avversari da incontrare nel corso della stagione regolare, mentre il calendario completo con date ed orari fu annunciato al pubblico il 20 aprile 2017. Precedentemente, il 13 dicembre 2016, fu annunciato che i Vikings avrebbero sfidato durante la settimana 8 i Browns presso lo Stadio di Twickenham in qualità di ospiti, nell'ambito delle gare di NFL International Series annualmente disputate al di fuori del suolo statunitense.
| Calendario | | | | | | | | | |
| Settimana  | Data | Ora (CDT) | Avversario | Risultato | Stadio | Spettatori | Record | TV | Tabellino |
| 1          | 11 settembre | 6:10 p.m. | New Orleans | V 19-29 | U.S. Bank Stadium | 66.606 | 1-0 | ESPN | Recap |
| 2          | 17 settembre | 12:00 p.m. | Pittsburgh Steelers | P 9-26 | Heinz Field | 65.971 | 1-1 | Fox | Recap |
| 3          | 24 settembre | 12:00 p.m. | Tampa Bay Buccaneers | V 17-34 | U.S. Bank Stadium | 66.390 | 2-1 | Fox | Recap |
| 4          | 1 ottobre | 12:00 p.m. | Detroit Lions | P 14-7 | U.S. Bank Stadium | 66.730 | 2-2 | Fox | Recap |
| 5          | 9 ottobre | 7:30 p.m. | Chicago Bears | V 20-17 | Soldier Field | 61.834 | 3-2 | ESPN | Recap |
| 6          | 15 ottobre | 12:00 p.m. | Green Bay Packers | V 10-23 | U.S. Bank Stadium | 66.848 | 4-2 | Fox | Recap |
| 7          | 22 ottobre | 12:00 p.m. | Baltimore Ravens | V 16-24 | U.S. Bank Stadium | 66.751 | 5-2 | CBS | Recap |
| 8          | 29 ottobre | 8:30 a.m. | Cleveland Browns | V 33-16 | Stadio di Twickenham | 74.237 | 6-2 | NFLN | Recap |
| 9          | Riposo | Riposo | Riposo | Riposo | Riposo | Riposo | Riposo | Riposo | Riposo |
| 10         | 12 novembre | 12:00 p.m. | Washington Reskins | V 38-30 | FedEx Field | 74.746 | 7-2 | Fox | Recap |
| 11         | 19 novembre | 12:00 p.m. | Los Angeles Rams | V 7-24 | U.S. Bank Stadium | 66.809 | 8-2 | Fox | Recap |
| 12         | 23 novembre | 11:30 a.m. | Detroit Lions | V 30-23 | Ford Field | 66.613 | 9-2 | Fox | Recap |
| 13         | 3 dicembre | 12:00 p.m. | Atlanta Falcons | V 14-9 | Mercedes-Benz Stadium | 71.185 | 10-2 | Fox | Recap |
| 14         | 10 dicembre | 12:00 p.m. | Carolina Panthers | P 24-31 | Bank of America Stadium | 73.728 | 10-3 | CBS | Recap |
| 15         | 17 dicembre | 12:00 p.m. | Cincinnati Bengals | V 7-34 | U.S. Bank Stadium | 66.833 | 11-3 | CBS | Recap |
| 16         | 23 dicembre | 7:30 p.m. | Green Bay Packers | V 16-0 | Lambeau Field | 78.092 | 12-3 | NBC | Recap |
| 17         | 31 dicembre | 12:00 p.m. | Chicago Bears | V 10-23 | U.S. Bank Stadium | 66.802 | 13-3 | Fox | Recap |
| Note       | Gli avversari della propria division sono in grassetto. Gli incontri in trasferta sono in corsivo. # Indica una gara di International Series a Londra. | Gli avversari della propria division sono in grassetto. Gli incontri in trasferta sono in corsivo. # Indica una gara di International Series a Londra. | Gli avversari della propria division sono in grassetto. Gli incontri in trasferta sono in corsivo. # Indica una gara di International Series a Londra. | Gli avversari della propria division sono in grassetto. Gli incontri in trasferta sono in corsivo. # Indica una gara di International Series a Londra. | Gli avversari della propria division sono in grassetto. Gli incontri in trasferta sono in corsivo. # Indica una gara di International Series a Londra. | Gli avversari della propria division sono in grassetto. Gli incontri in trasferta sono in corsivo. # Indica una gara di International Series a Londra. | Gli avversari della propria division sono in grassetto. Gli incontri in trasferta sono in corsivo. # Indica una gara di International Series a Londra. | Gli avversari della propria division sono in grassetto. Gli incontri in trasferta sono in corsivo. # Indica una gara di International Series a Londra. | Gli avversari della propria division sono in grassetto. Gli incontri in trasferta sono in corsivo. # Indica una gara di International Series a Londra. |

### Playoff
| Turno            | Data                                      | Ora (CDT)                                 | Avversario (seed)                         | Risultato                                 | Stadio                                    | Spettatori                                | Record                                    | TV                                        | Tabellino                                 |
| ---------------- | ----------------------------------------- | ----------------------------------------- | ----------------------------------------- | ----------------------------------------- | ----------------------------------------- | ----------------------------------------- | ----------------------------------------- | ----------------------------------------- | ----------------------------------------- |
| Wild Card        | Qualificati direttamente al secondo turno | Qualificati direttamente al secondo turno | Qualificati direttamente al secondo turno | Qualificati direttamente al secondo turno | Qualificati direttamente al secondo turno | Qualificati direttamente al secondo turno | Qualificati direttamente al secondo turno | Qualificati direttamente al secondo turno | Qualificati direttamente al secondo turno |
| Divisional       | 14 gennaio 2018                           | 3:40 p.m.                                 | New Orleans Saints (4)                    | V 24-29                                   | U.S. Bank Stadium                         | 66.612                                    | 1-0                                       | Fox                                       | Recap                                     |
| NFC Championship | 21 gennaio 2018                           | 5:40 p.m.                                 | Philadelphia Eagles (1)                   | P 7-38                                    | Lincoln Financial Field                   | 69.596                                    | 1-1                                       | Fox                                       | Recap                                     |

## Classifiche

### Conference
| Classifica della NFC 2017                                | Classifica della NFC 2017  | Classifica della NFC 2017 | Classifica della NFC 2017 | Classifica della NFC 2017 | Classifica della NFC 2017 | Classifica della NFC 2017 | Classifica della NFC 2017 | Classifica della NFC 2017 | Classifica della NFC 2017 | Classifica della NFC 2017 | Classifica della NFC 2017 | Classifica della NFC 2017 |
| #                                                        | Squadra                    | Division                  | V                         | P                         | N                         | %                         | DIV                       | CONF                      | PF                        | PS                        | D                         | STR                       |
| -------------------------------------------------------- | -------------------------- | ------------------------- | ------------------------- | ------------------------- | ------------------------- | ------------------------- | ------------------------- | ------------------------- | ------------------------- | ------------------------- | ------------------------- | ------------------------- |
| Vincitori delle division                                 |                            |                           |                           |                           |                           |                           |                           |                           |                           |                           |                           |                           |
| 1                                                        | xyz* – Philadelphia Eagles | East                      | 13                        | 3                         | 0                         | 81,3%                     | 5-1                       | 10-2                      | 457                       | 295                       | 162                       | P-1                       |
| 2                                                        | xyz – Minnesota Vikings    | North                     | 13                        | 3                         | 0                         | 81,3%                     | 5-1                       | 10-2                      | 382                       | 252                       | 130                       | V-3                       |
| 3                                                        | xy – Los Angeles Rams      | West                      | 11                        | 5                         | 0                         | 68,8%                     | 4-2                       | 7-5                       | 478                       | 329                       | 149                       | P-1                       |
| 4                                                        | xy – New Orleans Saints    | South                     | 11                        | 5                         | 0                         | 68,8%                     | 4-2                       | 8-4                       | 448                       | 326                       | 122                       | P-1                       |
| Wild Card                                                |                            |                           |                           |                           |                           |                           |                           |                           |                           |                           |                           |                           |
| 5                                                        | xw – Carolina Panthers     | South                     | 11                        | 5                         | 0                         | 68,8%                     | 3-3                       | 7-5                       | 363                       | 327                       | 36                        | P-1                       |
| 6                                                        | xw – Atlanta Falcons       | South                     | 10                        | 6                         | 0                         | 62,5%                     | 4-2                       | 9-3                       | 353                       | 315                       | 38                        | V-1                       |
| Non qualificate per i playoff                            |                            |                           |                           |                           |                           |                           |                           |                           |                           |                           |                           |                           |
| 7                                                        | Detroit Lions              | North                     | 9                         | 7                         | 0                         | 56,3%                     | 5-1                       | 8-4                       | 410                       | 376                       | 34                        | V-1                       |
| 8                                                        | Seattle Seahawks           | West                      | 9                         | 7                         | 0                         | 56,3%                     | 4-2                       | 7-5                       | 366                       | 332                       | 34                        | P-1                       |
| 9                                                        | Dallas Cowboys             | East                      | 9                         | 7                         | 0                         | 56,3%                     | 5-1                       | 7-5                       | 354                       | 332                       | 22                        | V-1                       |
| 10                                                       | Arizona Cardinals          | West                      | 8                         | 8                         | 0                         | 50%                       | 3-3                       | 5-7                       | 295                       | 361                       | -66                       | V-2                       |
| 11                                                       | Green Bay Packers          | North                     | 7                         | 9                         | 0                         | 43,8%                     | 2-4                       | 5-7                       | 320                       | 384                       | -64                       | P-3                       |
| 12                                                       | Washington Redskins        | East                      | 7                         | 9                         | 0                         | 43,8%                     | 1-5                       | 5-7                       | 342                       | 388                       | -46                       | P-1                       |
| 13                                                       | San Francisco 49ers        | West                      | 6                         | 10                        | 0                         | 37,5%                     | 1-5                       | 3-9                       | 331                       | 383                       | -52                       | V-5                       |
| 14                                                       | Tampa Bay Buccaneers       | South                     | 5                         | 11                        | 0                         | 31,3%                     | 1-5                       | 3-9                       | 335                       | 382                       | -47                       | V-1                       |
| 15                                                       | Chicago Bears              | North                     | 5                         | 11                        | 0                         | 31,3%                     | 0-6                       | 1-11                      | 264                       | 320                       | -56                       | P-1                       |
| 16                                                       | New York Giants            | East                      | 3                         | 13                        | 0                         | 18,8%                     | 1-5                       | 1-11                      | 246                       | 388                       | -142                      | V-1                       |
| Legenda                                                  |                            |                           |                           |                           |                           |                           |                           |                           |                           |                           |                           |                           |
| w — Qualificata ai playoff come wild card                |                            |                           |                           |                           |                           |                           |                           |                           |                           |                           |                           |                           |
| x — Qualificata ai playoff                               |                            |                           |                           |                           |                           |                           |                           |                           |                           |                           |                           |                           |
| y — Vincitrice della division                            |                            |                           |                           |                           |                           |                           |                           |                           |                           |                           |                           |                           |
| z — Qualificata direttamente al secondo turno di playoff |                            |                           |                           |                           |                           |                           |                           |                           |                           |                           |                           |                           |
| * — Vantaggio del fattore campo nei playoff              |                            |                           |                           |                           |                           |                           |                           |                           |                           |                           |                           |                           |

### Division
| Classifica della NFC North Division 2017 | Classifica della NFC North Division 2017 | Classifica della NFC North Division 2017 | Classifica della NFC North Division 2017 | Classifica della NFC North Division 2017 | Classifica della NFC North Division 2017 | Classifica della NFC North Division 2017 | Classifica della NFC North Division 2017 | Classifica della NFC North Division 2017 | Classifica della NFC North Division 2017 | Classifica della NFC North Division 2017 | Classifica della NFC North Division 2017 | Classifica della NFC North Division 2017 | Classifica della NFC North Division 2017 | Classifica della NFC North Division 2017 | Classifica della NFC North Division 2017 | Classifica della NFC North Division 2017 | Classifica della NFC North Division 2017 |
|                                          | V                                        | P                                        | N                                        | PCT                                      | DIV                                      | DIV PCT                                  | CONF                                     | CONF PCT                                 | NON CONF                                 | C                                        | T                                        | PR                                       | PS                                       | DP                                       | TD                                       | STR                                      | PO                                       |
| ---------------------------------------- | ---------------------------------------- | ---------------------------------------- | ---------------------------------------- | ---------------------------------------- | ---------------------------------------- | ---------------------------------------- | ---------------------------------------- | ---------------------------------------- | ---------------------------------------- | ---------------------------------------- | ---------------------------------------- | ---------------------------------------- | ---------------------------------------- | ---------------------------------------- | ---------------------------------------- | ---------------------------------------- | ---------------------------------------- |
| Minnesota Vikings                        | 13                                       | 3                                        | 0                                        | 81,3%                                    | 5-1                                      | 83,3%                                    | 10-2                                     | 83,3%                                    | 3-1                                      | 7-1                                      | 6-2                                      | 382                                      | 252                                      | 130                                      | 41                                       | V-3                                      | Div                                      |
| Detroit Lions                            | 9                                        | 7                                        | 0                                        | 56,3%                                    | 5-1                                      | 83,3%                                    | 8-4                                      | 66,7%                                    | 1-3                                      | 4-4                                      | 5-3                                      | 410                                      | 376                                      | 34                                       | 46                                       | V-1                                      |                                          |
| Green Bay Packers                        | 7                                        | 9                                        | 0                                        | 43,8%                                    | 2-4                                      | 33,3%                                    | 5-7                                      | 41,7%                                    | 2-2                                      | 4-4                                      | 3-5                                      | 320                                      | 384                                      | -64                                      | 40                                       | P-3                                      |                                          |
| Chicago Bears                            | 5                                        | 11                                       | 0                                        | 31,3%                                    | 0-6                                      | 0,00%                                    | 1-11                                     | 0,83%                                    | 4-0                                      | 3-5                                      | 2-6                                      | 264                                      | 320                                      | -56                                      | 31                                       | P-1                                      |                                          |

## Statistiche
| Andamento in stagione regolare                                                                    |    |    |    |    |    |    |    |    |    |    |    |    |    |    |    |    |    |
| Settimana                                                                                         | 1  | 2  | 3  | 4  | 5  | 6  | 7  | 8  | 9  | 10 | 11 | 12 | 13 | 14 | 15 | 16 | 17 |
| Luogo                                                                                             | C  | T  | C  | C  | T  | C  | C  | T  | R  | T  | C  | T  | T  | T  | C  | T  | C  |
| Risultato                                                                                         | V  | P  | V  | P  | V  | V  | V  | V  | R  | V  | V  | V  | V  | P  | V  | V  | V  |
| Posizione                                                                                         | 1ª | 1ª | 1ª | 1ª | 1ª | 1ª | 1ª | 1ª | 1ª | 1ª | 1ª | 1ª | 1ª | 1ª | 1ª | 1ª | 1ª |
| Luogo: C = Casa; T = Trasferta. Risultato: V = Vittoria; N = Pareggio; P = Sconfitta. R = Riposo. |    |    |    |    |    |    |    |    |    |    |    |    |    |    |    |    |    |

| Classifiche di lega  |             |                |               |
| Categoria            | Yard totali | Yard a partita | Posizione NFL |
| Attacco sui passaggi | 3.753       | 234,6          | 11ª           |
| Attacco su corsa     | 1.957       | 122,3          | 7ª            |
| Totale attacco       | 5.710       | 356,9          | 11ª           |
| Difesa sui passaggi  | 3.078       | 192,4          | 2ª            |
| Difesa su corsa      | 1.337       | 83,6           | 2ª            |
| Totale difesa        | 4.415       | 275,9          | 1ª            |

| Leader della squadra       |                           |        |
| Categoria                  | Giocatore                 | Valore |
| Yard passate               | Case Keenum               | 3.547  |
| Touchdown passati          | Case Keenum               | 22     |
| Yard corse                 | Latavius Murray           | 842    |
| Touchdown su corsa         | Latavius Murray           | 8      |
| Ricezioni                  | Adam Thielen              | 91     |
| Yard ricevute              | Adam Thielen              | 1.276  |
| Touchdown ricevuti         | Stefon Diggs Kyle Rudolph | 8      |
| Punti totali               | Kai Forbath               | 130    |
| Yard su ritorno di kickoff | Jerick McKinnon           | 312    |
| Yard su ritorno di punt    | Marcus Sherels            | 372    |
| Tackle totali              | Eric Kendricks            | 111    |
| Sack                       | Everson Griffen           | 13     |
| Intercetti                 | Harrison Smith            | 5      |
| Fumble forzati             | Everson Griffen           | 3      |

## Staff
| Staff dei Minnesota Vikings 2017 |
| --- |
| Organi dirigenziali Proprietà - Proprietario/Azionista di maggioranza: Zygi Wilf - Proprietario/Presidente: Mark Wilf - Proprietario/Vice-Azionista di maggioranza: Leonard Wilf - Partner di Azionariato: Jeffrey Wilf, Reggie Fowler, Alan Landis, David Mandelbaum Staff esecutivo - General Manager: Rick Spielman - Assistente del General Manager: George Paton - Vice Presidente degli Affari Pubblici & Sviluppo dello Stadio: Lester Bagley - Vice Presidente delle Operazioni legate al Football: Rob Brzezinski - Vice Presidente delle Vendite & Marketing e Direttore del Marketing: Steve LaCroix - Vice Presidente delle Finanze e Direttore Finanziario: Steve Poppen - Vice Presidente degli Affari Legali e Direttore Amministrativo: Kevin Warren Consulenti - Consulente: Bud Grant - Consulente Storico del Team: Fred Zamberletti - Consulente Stadio e Sviluppo Immobiliare: Don Becker Scouting staff - Direttore dello Scouting Collegiale: Jamaal Stephenson - Direttore dello Scouting Professionistico: Ryan Monnens Capo allenatore - Mike Zimmer Altri allenatori - Preparatore atletico: Eric Sugarman - Coordinatore dello sviluppo della forza e della condizione: Mark Uyeyama - Assistente dello sviluppo della forza e della condizione: Derik Keyes, Reshard Langford, Chaz Mahle Allenatori dell'attacco - Coordinatore dell'attacco: Pat Shurmur - Quarterback: Kevin Stefanski - Running Back: Kennedy Polamalu - Wide Receiver: Darrell Hazell - Assistente Wide Receiver: Drew Petzing - Tight End: Clancy Barone - Offensive Line: Tony Sparano - Controllo Qualità: Andrew Janocko Allenatori della difesa - Coordinatore della difesa: George Edwards - Defensive Line: Andre Patterson - Assistente Defensive Line: Robert Rodriguez - Linebacker: Adam Zimmer - Defensive Back: Jerry Gray - Assistente Defensive Back/Controllo Qualità: Jonathan Gannon - Assistente della difesa: Jeff Howard Allenatori dello special team - Coordinatore dello Special Team: Mike Priefer - Assistente dello Special Team: Ryan Ficken |

## Roster finale
| Roster dei Minnesota Vikings 2017 |
| --- |
| Quarterback - 8 Sam Bradford - 5 Teddy Bridgewater - 7 Case Keenum - 1 Kyle Sloter Running Back - 31 Mack Brown - 30 C. J. Ham FB - 21 Jerick McKinnon - 25 Latavius Murray Wide Receiver - 13 Stacy Coley - 14 Stefon Diggs - 18 Michael Floyd - 19 Adam Thielen - 11 Laquon Treadwell - 17 Jarius Wright Tight End - 89 David Morgan II - 82 Kyle Rudolph Offensive Linemen - 61 Joe Berger C/OG - 76 Aviante Collins OT - 67 Cornelius Edison C - 65 Pat Elflein C - 69 Rashod Hill OT - 63 Danny Isidora OG - 71 Riley Reiff OT - 72 Mike Remmers OT - 78 Jeremiah Sirles OG Defensive Linemen - 90 Tashawn Bower DE - 97 Everson Griffen DE - 99 Danielle Hunter DE - 94 Jaleel Johnson DT - 92 Tom Johnson DT - 98 Linval Joseph NT - 96 Brian Robison DE - 93 Shamar Stephen NT - 91 Stephen Weatherly DE Linebacker - 55 Anthony Barr OLB - 40 Kentrell Brothers MLB - 42 Ben Gedeon MLB - 54 Eric Kendricks MLB - 59 Emmanuel Lamur OLB - 50 Eric Wilson OLB Defensive Back - 20 Mackensie Alexander CB - 24 Tramaine Brock CB - 41 Anthony Harris FS - 27 Jayron Kearse SS - 23 Terence Newman CB - 29 Xavier Rhodes CB - 34 Andrew Sendejo SS - 35 Marcus Sherels CB/KR/PR - 22 Harrison Smith FS - 26 Trae Waynes CB Special Team - 2 Kai Forbath K - 44 Jeff Overbaugh LS - 4 Ryan Quigley P Lista delle riserve - 81 Blake Bell TE (IR) - 33 Dalvin Cook RB (IR) - 62 Nick Easton C (IR) - 73 Sharrif Floyd DT - 47 Kevin McDermott LS (IR) - 43 Bishop Sankey RB (IR) - 57 Shaan Washington OLB (IR) Squadra di allenamento - 12 Rodney Adams WR - 63 Dylan Bradley DT - 16 Cayleb Jones WR - 78 Dieugot Joseph OT - 68 Cedric Lang OT - 66 Caushaud Lyons DT - 72 Storm Norton OT - 95 Ifeadi Odenigbo DE - 38 Horace Richardson CB - 39 Jack Tocho CB - 85 Nick Truesdell TE - 56 Antwione Williams OLB 53 attivi, 8 inattivi, 11 nella squadra di allenamento |
| Legenda - I rookie sono in corsivo. - Il primo ruolo è il principale mentre gli eventuali successivi indicano i ruoli secondari. - (IR) sta per Injured Reserve ed indica la lista ristretta per un solo giocatore infortunato che può tornare ad allenarsi dopo la settimana 6 e a rientrare in prima squadra dopo che questa ha giocato 8 partite. - (NF-Inj.) / (NF-Ill.) stanno rispettivamente per Non-Football Injured e Non-Football Illness ed indicano le liste dove viene inserito un giocatore che ha un infortunio o una malattia non dipendente dal football americano. - (PUP) sta per Physically Unable to Perform ed indica la lista dove viene inserito un giocatore mentre è in attesa di recuperare la condizione fisica. Nella stagione regolare dopo la sesta partita giocata dalla propria squadra, il giocatore ha tempo tre settimane per riprendere ad allenarsi, più tre settimane aggiuntive dal suo rientro agli allenamenti per rientrare in prima squadra. |

## Premi individuali

### Pro Bowler

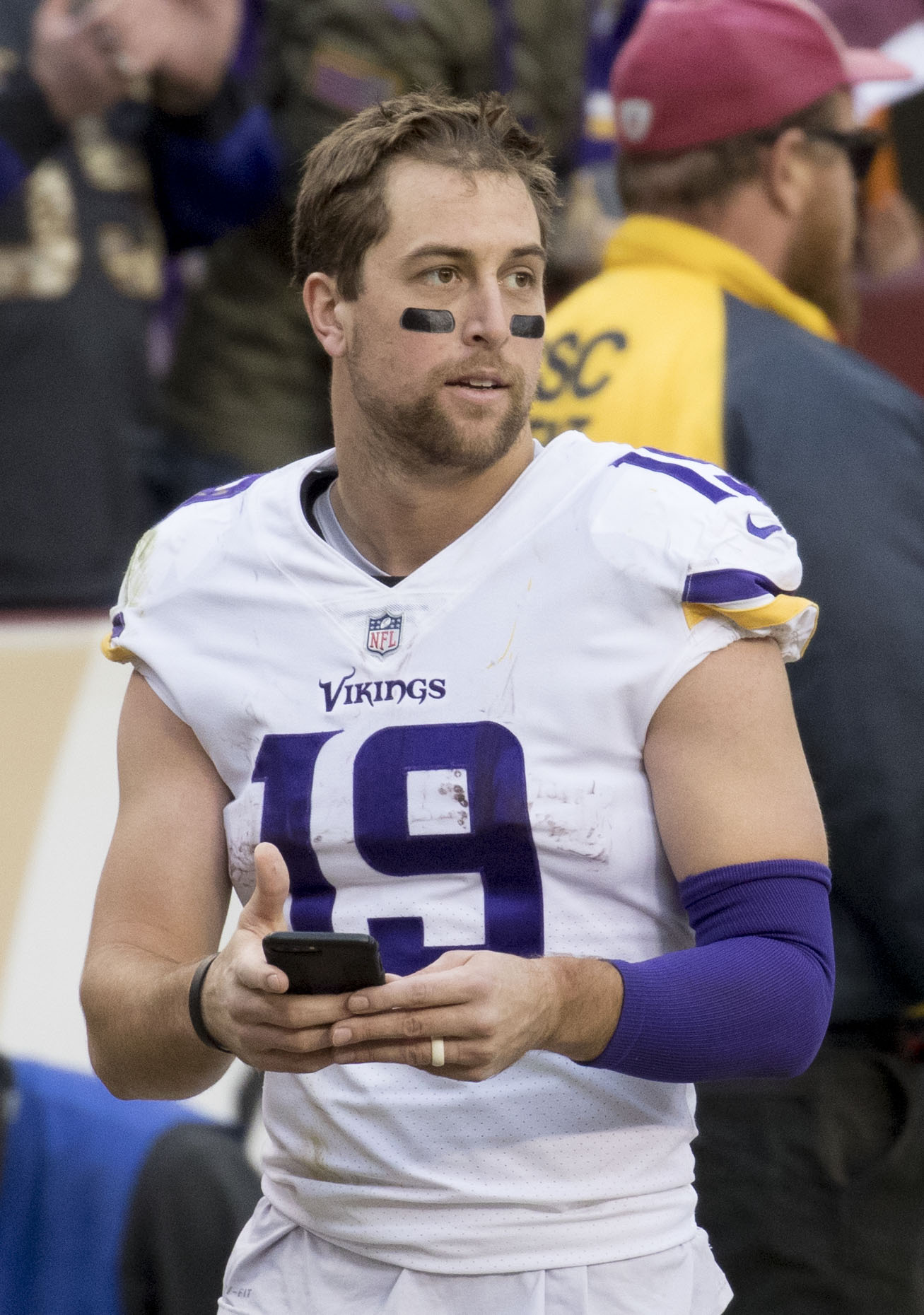
Nel 2017 Adam Thielen è stato convocato per il suo primo Pro Bowl ed inserito nel Second-team All-Pro dall'Associated Press

Quattro giocatori dei Vikings sono stati inizialmente convocati per il Pro Bowl 2018:
- Anthony Barr, outside linebacker, 3ª convocazione
- Everson Griffen, defensive end, 3ª convocazione
- Xavier Rhodes, cornerback, 2ª convocazione
- Adam Thielen, wide receiver, 1ª convocazione

Ad essi successivamente si sono in seconda battuta aggiunti il defensive tackle Linval Joseph, alla seconda selezione consecutiva, convocato al posto di Fletcher Cox impegnato nel Super Bowl LII, il tight end Kyle Rudolph, alla seconda selezione in carriera, convocato al posto dell'infortunato Jimmy Graham, ed il free safety Harrison Smith, alla terza selezione consecutiva, convocato al posto dell'infortunato Landon Collins.

### All-Pro
Quattro giocatori sono stati inseriti dall'Associated Press nelle formazioni ideali della stagione All-Pro:
- Xavier Rhodes, First-team come cornerback e Second-team come defensive back
- Harrison Smith, First-team come safety
- Everson Griffen, Second-team come edge rusher
- Adam Thielen, Second-team come wide receiver

### Premi settimanali e mensili
- Sam Bradford:

giocatore offensivo della NFC della settimana 1
- Kai Forbath

giocatore degli special team della NFC della settimana 7
- Everson Griffen:

difensore della NFC del mese di ottobre
- Case Keenum:

quarterback della settimana 10
giocatore offensivo della NFC del mese di novembre
- Harrison Smith:

difensore della NFC della settimana 16